# Стадион СД Таково
Стадион Спортског друштва Таково, познатији као Стадион крај Деспотовице, се налази у Горњем Милановцу. Капацитет стадиона је око 2.500 гледалаца.
На њему своје домаће утакмице игра ФК Таково, такође га користи и Атлетски клуб „Таково“. ФК Металац је до 2009. на њему играо своје утакмице, када се пласирао у Суперлигу Србије, али пошто стадион не испуњава услове за суперлигашке мечеве, није могао на њему да игра.

## Историја
Изградња стадиона крај Деспотовице почела је марта 1951, место на коме се стадион градио звало се „Банарце“, а стадион је свечано отворен септембра исте године, када је организован турнир на којем су поред других екипа учествовале и познате београдске екипе, БСК-а и Црвене звезде. Прва утакмица на новом стадиону је одиграна у оквиру тог турнира 8. септембра 1951. између Такова и Копаоника из Бруса (3:2).
На помоћном терену стадиона 5. фебруара 1977. године, Таково је одиграло пријатељску утакмицу са репрезентацијом Пољске пред око 4.000 гледалаца, тимом који је само три године раније на Светском првенству 1974. освојио треће место, а резултат је био 2:0 за Пољску.
Током 1980-их је постављен садашњи семафор, а 1981. је постављен споменик на улазу стадиона посвећен настрадалим и несталим спортистима и спортским радницима Такова у Другом светском рату.
Једна од највећих забележених посета је она са утакмице шеснаестине финала Купа Србије и Црне Горе, када је у Горњем Милановцу 19. октобра 2005. гостовала Црвена звезда (0:1), а када је било око 6.000 гледалаца.